# 张佑方
张佑方（1985年10月10日—），女，台湾歌手、演员，现居中国大陆广东省深圳市。毕业于安徽农业大学。

## 生平
2009年，张佑方参加安徽影视频道举办的《南北OK王》对抗赛，以第八名的成绩结束。2009年，张佑方参加《快乐女声》，最终在十强赛因一票之差而止步。2012年，张佑方参加《花儿朵朵》，得到长沙赛区50强。2014年，张佑方主演的電視劇《她们》上映。